# Sierra de la Huerta
La Sierra de la Huerta es un cordón montañoso ubicado en la provincia de San Juan, Argentina; forma parte integral de las Sierras Pampeanas.

## Historia
La sierra de La Huerta es parte de las Sierras Pampeanas Occidentales de edad precámbrica-paleozoica inferior. Está compuesta por un basamento ígneo-metamórfico de grado medio a alto de metamorfismo conformado por gneises biotítico-granatífero±sillimaníticos, anfibolitas, mármoles y rocas calcosilicáticas, e intruido por metatonalitas, metadioritas y metagabros pertenecientes al orógeno famatiniano de edad ordovícica.
A lo largo del flanco occidental de la sierra, en discordancia angular sobre el basamento cristalino se dispone el Grupo Marayes, secuencia continental interestratificada de sedimentitas clásticas y rocas volcaniclásticas, cuya edad abarca entre el Triásico Medio al Superior. Tiene una longitud de 185 km por 33 km de ancho aproximadamente, en su zona central.

## Ubicación
Se ubica en la Provincia de San Juan.